# Sensational
Colin Julius Bobb (* 18. Oktober 1974 in Guyana), auch bekannt unter seinem Pseudonym Sensational, ist ein amerikanischer Rapper und Hip-Hop Performer aus Brooklyn, New York. Er veröffentlichte auch unter weiteren Pseudonymen wie Torture und Perfection. Colin galt in den frühen 90ern als einer der experimentierfreudigsten Persönlichkeiten seines Genres und als Underdog seiner Szene.

## Leben
Laut dem Dokumentarfilm „The Rise and Fall and Rise of Sensational“ fand er schon sehr früh in seiner Kindheit zur Musik, darunter zum Reggae und Calypso. Laut dem Film ist Sensational der Neffe von Edgar Rose, der in einem beliebten Calypso-Song namens „Labour Day“ mitspielte. Als Jugendlicher fand er später zum Hip-Hop und wurde dafür bekannt, über Schallplatten von Karl Heinz Stockhausen zu rappen. Anfang der 90er debütierte er mit den Jungle Brothers unter dem Namen Torture und erschien auf der Single „Troopin‘ On The Downlow“. 1993 war er auf dem unveröffentlichten Jungle Brothers-Album Crazy Wisdom Masters, welches von Bill Laswell produziert wurde, zu hören, jedoch wurde es von Warner Bros. Records nicht veröffentlicht, da es zum damaligen Zeitpunkt zu „experimentell“ war. Nachdem er sich eine Auszeit von der Musik genommen hatte, unterschrieb er 1997 bei Spectres (Skiz Fernando Jr.) Label Wordsound einen Plattenvertrag, änderte seinen Namen in Sensational und veröffentlichte sein Debütalbum „Loaded With Power“. Oft ziemlich produktiv, aber bekannt für kurze Phasen der Obdachlosigkeit, ist nicht bekannt, wie viel von Sensationals Diskografie tatsächlich existiert, da er seine Musik oft auf den Straßen von New York verkauft.

## Stil
In den 90er Jahren galt sein Stil im Hip-Hop als einzigartig und anders.
Diese Andersartigkeit wurde unter anderem durch seine Lebensumstände verstärkt. Für sein Debütalbum war er gezwungen, seine Kopfhörer als behelfsmäßiges Mikrofon zu verwenden, auch verwendete er Sounds von sehr alten analogen Geräten und loopte gesampelte Sounds die eher untypisch für Genere zu dieser Zeit waren. Sein Stil dreht sich oft um Graskonsum oder Sci-Fi-basierte Themen. Er ist auch für seine vielseitige Zusammenarbeit mit anderen Künstlern bekannt. So produzierte und spielte er zusammen mit Michael Fakesch und Chris De Luca von Funkstörung, Cardopusher, Kid 606, Handsome Boy Modeling School, DJ Scotch Bonnet, Kouhei Matsunaga und Spectre.

## Sonstiges
- Sensational ist auf dem Frontcover der The Wire Ausgabe 310 Dezember 2009[3]
- Als Fans von Sensational spielte das britische Electronica-Duo Autechre (Rob Brown und Sean Booth) am 23. Februar 2008 zwei Songs in ihrem zwölfstündigen Webcast (Sensational Meets Kouhei - „Intro“ und den Song „High Tech Issues“)[4]
- Die Produktion und Dreharbeiten des Dokumentarfilms über Colin der Regisseurin Elizabeth A. Moore „The Rise and Fall and Rise of Sensational“ dauerte fünf Jahre. In der Dokumentation sind unter anderem Künstler und Zeitgenossen wie Prince Paul, Bill Laswell, Black Chameleon, Mike G, Pete Um, Kenneth Bobb und Matteo Ruzzon zu sehen.

## Diskografie (Auswahl)

### Alben
- 1997: Loaded With Power (LP, Album) (WordSound)
- 1999: Corner The Market (WordSound)
- 2000: Heavyweighter (Wordsound)
- 2001: Get On My Page (Ipecac Recordings)
- 2002: Spectre Featuring Sensational - Parts Unknown (Quatermass)
- 2002: Natural Shine (Wordsound)
- 2003: Sensational – Mix Hits On A Fritz (Chunck O Bliss)
- 2005: Crown Material (Chunk O Bliss)
- 2005: Speaks For Itself (Quatermass)
- 2006: Sensational Meets Kouhei (WordSound, Morphius Urban)
- 2010: Sensational Meets Koyxeи (Skam Records)

### Ep´s
- 1993: Jungle Brothers – 40 Below Trooper (Warner Bros. Records)
- 2000 Party Jumpin' / Livin' It Up (Matador)
- 2000 Beat, Rhymes & Styles (Matador)
- 2011 Bouncy Agenda E.P. (Autodidakt Records)

### Filme
- 2010 The Rise And Fall And Rise Of Sensational (23 Productions) von Elizabeth A. Moore[5]